# Прескод, Нзинга
Нзинга Прескод (англ. Nzingha Prescod, р.14 августа 1992) — американская фехтовальщица-рапиристка, чемпионка мира и Панамериканских игр.

## Биография
Родилась в 1992 году в Нью-Йорке. В 2011 году завоевала золотую и серебряную медали Панамериканских игр. В 2012 году приняла участие в Олимпийских играх в Лондоне, но стала лишь 22-й в личном первенстве, и 6-й — в командном. В 2015 году завоевала бронзовую медаль чемпионата мира, а через два года стала серебряным призёром мирового первенства в командной рапире.